# Florian Stofer
Florian Stofer, né le 25 juin 1981 à Sursee, est un rameur suisse. Il participe à deux Jeux olympiques, est diplômé olympique en 2004 et est deuxième des Championnats d'Europe d'aviron 2009 en deux de couple avec André Vonarburg.

## Palmarès

### Jeux olympiques
- 2004 : 8e en quatre de couple
- 2012 : 12e en quatre de couple

### Championnats du monde
- 2003 : 10e en quatre de couple
- 2005 : 15e en deux de couple
- 2007 : 9e à huit
- 2009 : 7e en deux de couple
- 2010 : 11e en deux de couple
- 2011 : 9e en quatre de couple

### Championnats d'Europe
- 2009 : 2e en deux de couple
- 2010 : 6e en deux de couple[1]